# Liste de festivals de musique en Belgique

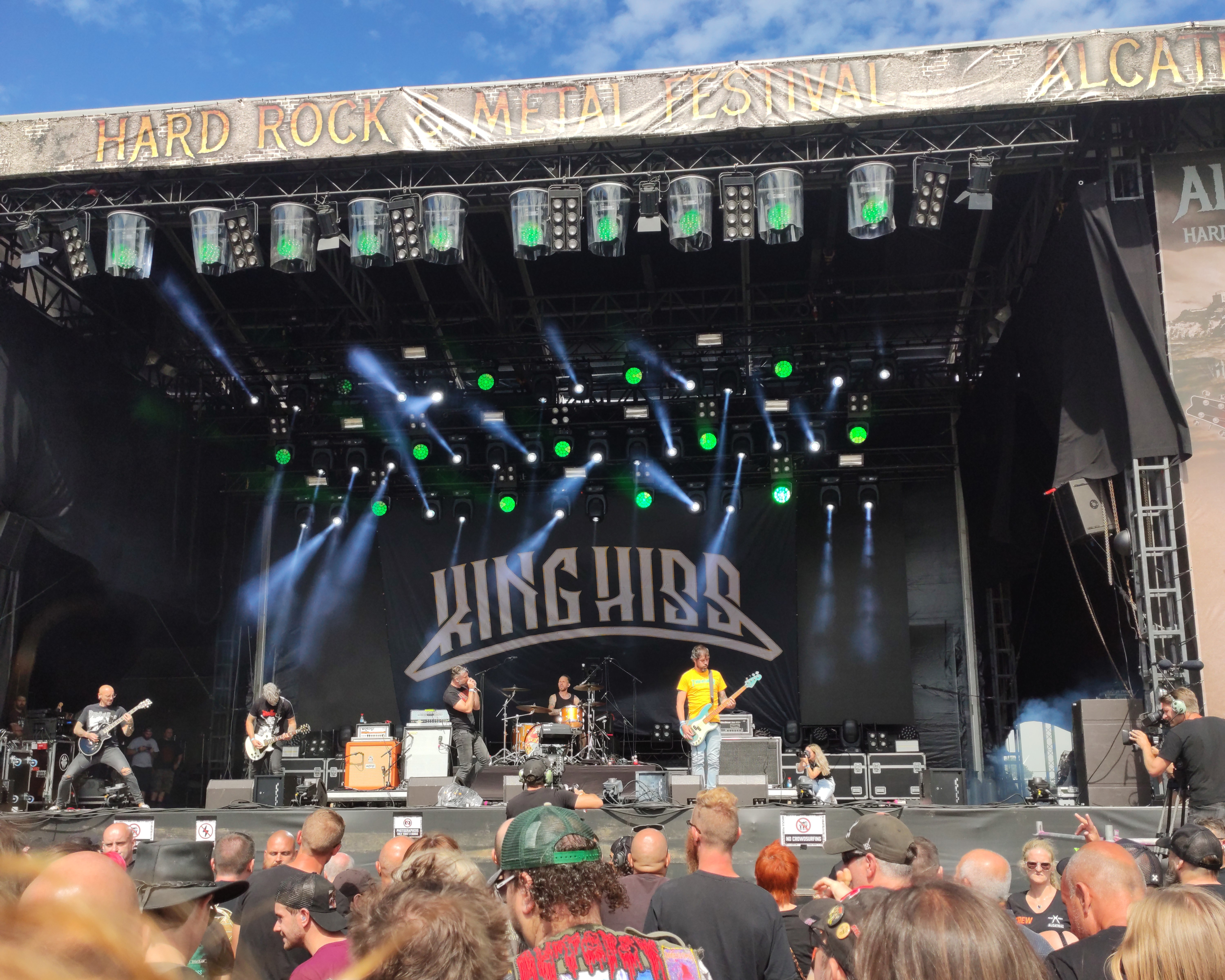
King Hiss à l'édition 2021 d'Alcatraz Metal Festival.

Cet article recense les festivals de musique par régions en Belgique.

## Par région

### Province d'Anvers
| Vlle        | Nom                              | Genre                             |
| ----------- | -------------------------------- | --------------------------------- |
| Anvers      | Antwerp Metal Fest               | Heavy metal                       |
| Anvers      | Smile!                           | Reggae                            |
| Anvers      | Summer Festival                  | EDM                               |
| Boechout    | Sfinks (nl)                      |                                   |
| Boom        | Tomorrowland                     | Musique électronique              |
| Dessel      | Graspop Metal Meeting            | Hard rock, heavy metal, punk rock |
| Duffel      | Brakrock Ecofest,                | Rock                              |
| Duffel      | Lochtfest                        |                                   |
| Ekeren      | Cirque@taque (nl)                | Rock, musique électronique        |
| Geel        | Reggae Geel (nl)                 | Reggae                            |
| Gierle      | Sjock Festival (en)              |                                   |
| Hoogstraten | Antilliaanse Feesten             |                                   |
| Malines     | Maanrock (nl) Vis Pop            |                                   |
| Meerhout    | Groezrock                        |                                   |
| Mol         | Legacy Festival                  |                                   |
| Puurs       | Puurs Live (nl) (ex-Pukema Rock) | Rock                              |
| Vorselaar   | Na Fir Bolg (nl)                 |                                   |

### Province du Brabant flamand
| Vlle           | Nom                           | Genre |
| -------------- | ----------------------------- | ----- |
| Glabbeek       | Strandfuif                    |       |
| Gooik          | Gooikoorts (nl)               |       |
| Kortenaken     | Boerenrock (nl)               |       |
| Steenokkerzeel | Paradise City                 |       |
| Tirlemont      | Suikerrock                    |       |
| Werchter       | Rock Werchter TW Classic (nl) |       |
| Wespelaer      | Swing Wespelaar               |       |

### Province du Brabant wallon
| Ville                      | Nom                       | Genre |
| -------------------------- | ------------------------- | ----- |
| Incourt                    | Inc Rock Festival         |       |
| Lasne                      | Festival Musical de Lasne |       |
| Longueville                | Folestival                |       |
| Ottignies-Louvain-la-Neuve | Nuit africaine            |       |
| Ottignies-Louvain-la-Neuve | Welcome Spring ! Festival |       |
| Walhain                    | Jyva'Zik                  |       |
| Wavre                      | Wacolor                   |       |

### Région de Bruxelles-Capitale
| Ville     | Nom                                     | Genre                 |
| --------- | --------------------------------------- | --------------------- |
| Bruxelles | Ars Musica                              | Musique contemporaine |
| Bruxelles | Bozar Electronic Arts Festival          |                       |
| Bruxelles | Brosella Folk & Jazz                    | Folk, jazz            |
| Bruxelles | Brussels Electronic Marathon            |                       |
| Bruxelles | Brussels International Guitar Festival  |                       |
| Bruxelles | Brussels Jazz Festival                  | Jazz                  |
| Bruxelles | Brussels Summer Festival (ex-Eu'ritmix) |                       |
| Bruxelles | Couleur Café                            |                       |
| Bruxelles | Fcknye Festival                         |                       |
| Bruxelles | Festival des Libertés                   |                       |
| Bruxelles | L'Espace du son                         |                       |
| Bruxelles | Listen !                                |                       |
| Bruxelles | Les Nuits Botanique                     |                       |

### Province de Flandre-Occidentale
| Ville                          | Nom                                                | Genre                  |
| ------------------------------ | -------------------------------------------------- | ---------------------- |
| Blankenberghe                  | Beachland                                          |                        |
| Bredene                        | Afro C Festival                                    |                        |
| Bruges                         | Cactusfestival (nl)                                |                        |
| Bruges                         | Moods!                                             |                        |
| Courtrai (anciennement Deinze) | Alcatraz Metal Festival                            | Heavy metal            |
| Dranoutre                      | Dranouter Festival (ex-Folk Dranouter (en))        |                        |
| Knokke-Heist                   | Kneistival (nl)                                    | Pop                    |
| Kortemark                      | Irie Vibes Roots                                   |                        |
| Leffinge                       | Leffingeleuren (nl)                                |                        |
| Menin                          | Grensrock (nl)                                     |                        |
| Ostende                        | Ostend Beach Festival                              |                        |
| Ostende                        | Paulusfeesten (nl)                                 |                        |
| Poperinge                      | Marktrock Poperinge (nl)                           |                        |
| Tielt                          | Melkrock Tielt (nl)                                |                        |
| Waardamme                      | Muddy Roots (en)                                   |                        |
| Watou                          | Festival international de chant grégorien de Watou | Chant gégorien         |
| Ypres                          | Ieper Hardcore Fest                                | Heavy metal, punk rock |

### Province de Flandre-Orientale
| Ville    | Nom                      | Genre                |
| -------- | ------------------------ | -------------------- |
| Eeklo    | Helden in Het Park       |                      |
| Eeklo    | Herbakkers Festival      |                      |
| Gand     | Boomtown Festival (nl)   |                      |
| Gand     | Gand Festival de Flandre |                      |
| Gand     | Gent Jazz Festival (nl)  | Jazz                 |
| Gand     | Hart Festival            |                      |
| Gand     | I Love Techno            | Musique électronique |
| Gand     | Polé Polé                |                      |
| Lokeren  | Lokerse Feesten (nl)     |                      |
| Zelzate  | Katse Feesten            |                      |
| Zevergem | Zeverrock (nl)           |                      |
| Zottegem | Rock Zottegem (nl)       |                      |

### Province de Hainaut
| Ville            | Nom                       | Genre                                                              |
| ---------------- | ------------------------- | ------------------------------------------------------------------ |
| Baudour          | Park Rock                 | Rock                                                               |
| Boussu           | summer festival           | électro                                                            |
| Charleroi        | Uzine Festival            |                                                                    |
| Chimay           | Chimay Spring Festival    |                                                                    |
| Comines-Warneton | Festival J'veux du soleil |                                                                    |
| Dour             | Festival de Dour          | Musique alternative                                                |
| Enghien          | LaSemo                    |                                                                    |
| La Louvière      | Si ça vous chante         |                                                                    |
| Marcinelle       | MatNoir Festival          |                                                                    |
| Mons             | Trolls & Légendes         | Metal folk / Pagan metal / Fantasy metal / Fantasy folk / Celtique |
| Mouscron         | Century Festival          |                                                                    |
| Pont-à-Celles    | PAC Rock                  |                                                                    |
| Ronquières       | Ronquières Festival       |                                                                    |
| Thuin            | Scène sur Sambre          |                                                                    |
| Tournai          | Nuit de l'archi           |                                                                    |
| Tournai          | Tournai Jazz              | Jazz                                                               |

### Province de Liège
| Ville     | Nom                              | Genre                    |
| --------- | -------------------------------- | ------------------------ |
| Anthisnes | Les Anthinoises                  |                          |
| Couthuin  | Folk Festival Marsinne           | Folk                     |
| Dalhem    | Festival international de Bandas |                          |
| Flémalle  | Fiesta du Rock                   | Rock                     |
| Hannut    | Polygon Festival                 |                          |
| Liège     | Les Ardentes                     |                          |
| Liège     | Les Nuits de Septembre           |                          |
| Liège     | Les Transardentes                | Hip-hop, electro, divers |
| Stoumont  | Festival de Stoumont             |                          |
| Spa       | Francofolies de Spa.             |                          |
| Spa       | Heroes Spa Tribute Festival      |                          |
| Verviers  | FiestaCity                       |                          |

### Province de Limbourg
| Ville                | Nom                     | Genre                           |
| -------------------- | ----------------------- | ------------------------------- |
| Brée                 | Festival Afro Latino    | Musique latino                  |
| Diepenbeek           | Hookrock                |                                 |
| Genk                 | Genk on Stage (nl)      |                                 |
| Ham                  | Folkfestival Ham (nl)   |                                 |
| Herck-la-Ville       | Rock Herk               |                                 |
| Houthalen-Helchteren | Extrema Outdoor Belgium |                                 |
| Kiewit               | Pukkelpop               | Rock, pop, musique électronique |
| Peer                 | Blues Peer (de)         |                                 |

### Province de Luxembourg
| Ville        | Nom                                               | Genre         |
| ------------ | ------------------------------------------------- | ------------- |
| Bertrix      | Baudetstival                                      |               |
| Durbuy       | Durbuy Rock Festival                              |               |
| Marbehan     | Hop' n' Roll Festival / Festival Génération 80-90 | Rock 'n' roll |
| Saint-Hubert | Le Borqtour Festival                              |               |
| Sélange      | Donkey Rock Festival                              |               |
| Wardin       | Ward'in Rock Festival                             |               |

### Province de Namur
| Ville     | Nom                 | Genre             |
| --------- | ------------------- | ----------------- |
| Andenne   | Bear Rock Festival  | Rock              |
| Floreffe  | Esperanzah!         | Musiques du monde |
| Havelange | Metal Mean Festival | Heavy metal       |
| Namur     | Les Solidarités     |                   |
| Rochefort | Dream’in Festival   |                   |